# Patrice Neveu
Patrice Neveu (Pré-Saint-Évroult, Francia, 29 de marzo de 1954) es un entrenador de fútbol francés. Actualmente está sin club.

## Carrera
Tras retirarse como jugador, Neveu ha dirigido selecciones tanto de clubes como nacionales. Comenzó su carrera en Francia con los clubes Vendée Fontenay Foot y Angoulême CFC, antes de convertirse en entrenador de la selección nacional de Níger en 1999. Luego regresó al fútbol de clubes. con Medenine en 1999. En diciembre de 2001, Neveu llegó al club chino Dalian Shide y se desempeñó como entrenador de su academia juvenil, donde estuvo principalmente a cargo de un equipo juvenil compuesto por jugadores adolescentes extranjeros fichados por Camerún, un proyecto que más tarde resultó ser un fracaso. En diciembre de 2002, Neveu fue nombrado entrenador del Dalian Sidelong, que entonces era el equipo de reserva de Dalian Shide y competía en la liga de segundo nivel. Poco después, en enero de 2003, Dalian Sidelong se agotó, se mudó a la ciudad de Zhuhai y se renombró como Zhuhai Anping, en un esfuerzo por eliminar su afiliación con Dalian Shide, como lo requiere la Asociación China de Fútbol. No obstante, Neveu mantuvo su puesto directivo en el nuevo club, y pasó a liderar al equipo para terminar la temporada en la octava posición, antes de dejar el club a finales de año.
En 2004, Neveu volvió al nivel internacional con la Selección nacional de Guinea, que dirigió hasta 2006. Luego dirigió Ismaily en Egipto de febrero a agosto de 2007. Más tarde, se convirtió en entrenador de la Selección nacional de la República Democrática del Congo en abril de 2008. Neveu rechazó en octubre de 2008 los llamamientos del jugador Shabani Nonda para que dimitiera tras algunas malas actuaciones de la selección nacional.
En octubre de 2008, Neveu fue incluido en una lista de cinco finalistas para el puesto vacante como entrenador de la selección de Ruanda.
En agosto de 2010, se unió al club egipcio Smouha SC, ascendido a la Premier de Egipto. Dejó el cargo en diciembre del mismo año. Al no poder llevar a cabo la contratación a principio de temporada, estabiliza al equipo a pesar de todo. Pero tras un desacuerdo con el comité abandonó el club de forma amistosa. Tras la renuncia de Moussa Saïb al club JSK (D1 argelino), el club se acerca a Patrice Neveu, pero es otra dirección la que está a punto de seguir.
Fue nombrado entrenador de la selección de Mauritania en enero de 2012, Neveu quería restablecer el orden y reorganizar el fútbol del país, lo que le valió críticas a su llegada. El 9 de agosto de 2014, Naveu dejó su puesto de entrenador.
Se convirtió en entrenador de la selección de fútbol de Haití en diciembre de 2015. En su primera prueba con los Granaderos obtiene una clasificación histórica a la Copa América Centenario, al vencer a Trinidad y Tobago en el repechaje por 1-0. Al mismo tiempo, se convirtió en el primer técnico francés en clasificar a una selección para la Copa América. El 27 de diciembre de 2016, casi un año después de su nombramiento, Neveu presentó la renuncia debido a las deplorables condiciones laborales, incluidos muchos salarios impagos..
En diciembre de 2017 se le vinculó con el puesto vacante de entrenador de la selección de Benín. En abril de 2018, fue uno de los 77 solicitantes para el puesto vacante de la selección de Camerún.
En septiembre de 2018, se convirtió temporalmente en entrenador de Laos, antes de ser reemplazado por el entrenador de Singapur Varadaraju Sundramoorthy. En noviembre de 2018 se convirtió en el técnico de Horoya AC. Fue reemplazado por Didier Gomes el 20 de marzo de 2019.
El 24 de marzo de 2019, fue nombrado entrenador de la Selección de Gabón. Su primer objetivo era clasificar a Gabón para la CAN 2021 en Camerún. Tan pronto como asumió el cargo con su agudo sentido de gestión en torno al capitán Aubameyang, en pocos meses revitalizó por completo al equipo. El 25 de marzo de 2021, luego de vencer a la República Democrática del Congo por 3-0, clasificó al equipo a la competencia antes de finalizar los playoffs. En octubre de 2023, fue despedido de su cargo.

## Clubes como entrenador
| Club                                            | País                            | Año       |
| ----------------------------------------------- | ------------------------------- | --------- |
| Vendée Fontenay Foot                            | Francia                         | 1991-1998 |
| Angoulême CFC                                   | Francia                         | 1998-1999 |
| Selección de Níger                              | Níger                           | 1999      |
| FUS de Rabat                                    | Marruecos                       | 1999-2000 |
| Olympique de Médenine                           | Túnez                           | 2000-2002 |
| Dalian Shide                                    | China                           | 2002      |
| Shanghai Zobon                                  | China                           | 2002-2004 |
| Selección de Guinea                             | Guinea                          | 2004-2006 |
| Ismaily SC                                      | Egipto                          | 2007      |
| Selección de la República Democrática del Congo | República Democrática del Congo | 2008-2010 |
| Smouha SC                                       | Egipto                          | 2010      |
| Selección de Mauritania                         | Mauritania                      | 2012-2014 |
| Selección de Haití                              | Haití                           | 2015-2016 |
| Selección de Laos                               | Laos                            | 2018      |
| Horoya AC                                       | Guinea                          | 2018-2019 |
| Selección de Gabón                              | Gabón                           | 2019-2023 |